# Strada statale 41 (Albania)
La strada statale 41 (in albanese Rruga shtetërore SH41) è una strada statale albanese, che collega Scutari al confine montenegrino presso Dodaj, oltre il quale prosegue con la denominazione di M-1.
È parte dell'itinerario europeo E851.